# Клетнев, Павел Кузьмич
Павел Кузьмич Клетнев (12 ноября 1924, Рагозино, Лаишевский кантон, Татарская АССР, РСФСР, СССР — 20 мая 2022, Казань, Республика Татарстан, Российская Федерация) — советский военнослужащий, российский общественный деятель. Участник Великой Отечественной войны, гвардии сержант ВДВ СССР. Известен как парашютист-рекордсмен, совершивший последний прыжок в возрасте 95 лет.

## Биография
Павел Кузьмич Клетнев родился 12 ноября 1924 года в селе Рагозино Лаишевского кантона Татарской АССР. Из семьи крестьян-колхозников. Дед Калистрат был крепостным крестьянином, которого вместе с семьёй барин проиграл в карты и отправил в деревню Клетни — от её названия и пошла их фамилия.
Окончив семилетнюю школу в селе Смолдеярово, переехал к старшему брату в Казань. После начала Великой Отечественной войны, в 1941 году поступил на 22-й авиационный завод, где был учеником слесаря. Работал на производстве самолётов, станин для «Катюш», одновременно учился в вечерней школе. В августе 1942 года в возрасте 18 лет был призван в Красную армию. После получения повестки прямо с завода отправился пешком домой в деревню попрощаться с родителями, чуть не опоздав обратно к призыву. После двух месяцев учёбы в полковой школе 4-го артиллерийского противотанкового учебного полка в Гороховецких лагерях в Горьковской области, где овладел техникой обращения с 45-миллиметровыми пушками, был направлен в Чебаркуль Челябинской области. Там, после окончания артиллерийской школы, 7 ноября 1942 года принял присягу. В декабре 1942 года прибыл на Ленинградский фронт, где до мая 1943 года в составе 1106-го пушечно-артиллерийского полка 67-й армии принимал участие в боях по обороне Ленинграда, в попытках снятия блокады города.
В апреле 1943 года как имеющий 7-классное образование был направлен из Ленинграда на учёбу в Одесское артиллерийское училище, находившееся в эвакуации на станции Сухой Лог под Свердловском. Однако, после образования Воздушно-десантных войск СССР, спустя два месяца учёбы и не окончив училища, в июле 1943 года был зачислен в 8-ю бригаду 9-й гвардейской воздушно-десантной дивизии в городе Тейково Ивановской области, где готовился к войне во вражеском тылу, ежедневно тренировался, учился прыгать с парашютом. Затем направлен в Коломну, оттуда в Андреаполь в Калининской области, где тренировался в авиаполку В. С. Гризодубовой, освоив технику десантирования. Получив звание сержанта, в 1944 году стал служить в новообразованной 104-й воздушно-десантной дивизии 9-армии, которая затем была переброшена в белорусский Слуцк, а в конце 1944 года — в Венгрию, приняв участие в боях. Командуя артиллерийским отделением, в январе 1945 года с боями вступил на территорию Австрии, затем участвовал в освобождении Вены, а в конце апреля был выдвинут в сторону Праги. День Победы встретил в чешском городе Зноймо. После окончания войны служил в Венгрии, в РСФСР, в Эстонии.
В марте 1947 года демобилизовался из армии, после чего вернулся в Казань и стал работать шофёром в 8-й автороте. В 1953 году заочно окончил Горьковский автодорожный техникум. Более 37 лет проработал на Казанском электромеханическом заводе, пройдя путь от слесаря и техника-механика до начальника транспортного отдела и главного инженера. В возрасте 77 лет вышел на пенсию. Будучи членом партийного актива, сохранил верность идеям коммунизма, заветам Ленина. Активно занимался общественной деятельностью, участвовал в патриотическом воспитании молодёжи. Являлся председателем совета ветеранов Казанского электромеханического завода, руководителем воздушно-десантного музея на базе казанской средней школы № 82 Приволжского района, членом совета ветеранов Московского района и членом Союза десантников Татарстана.

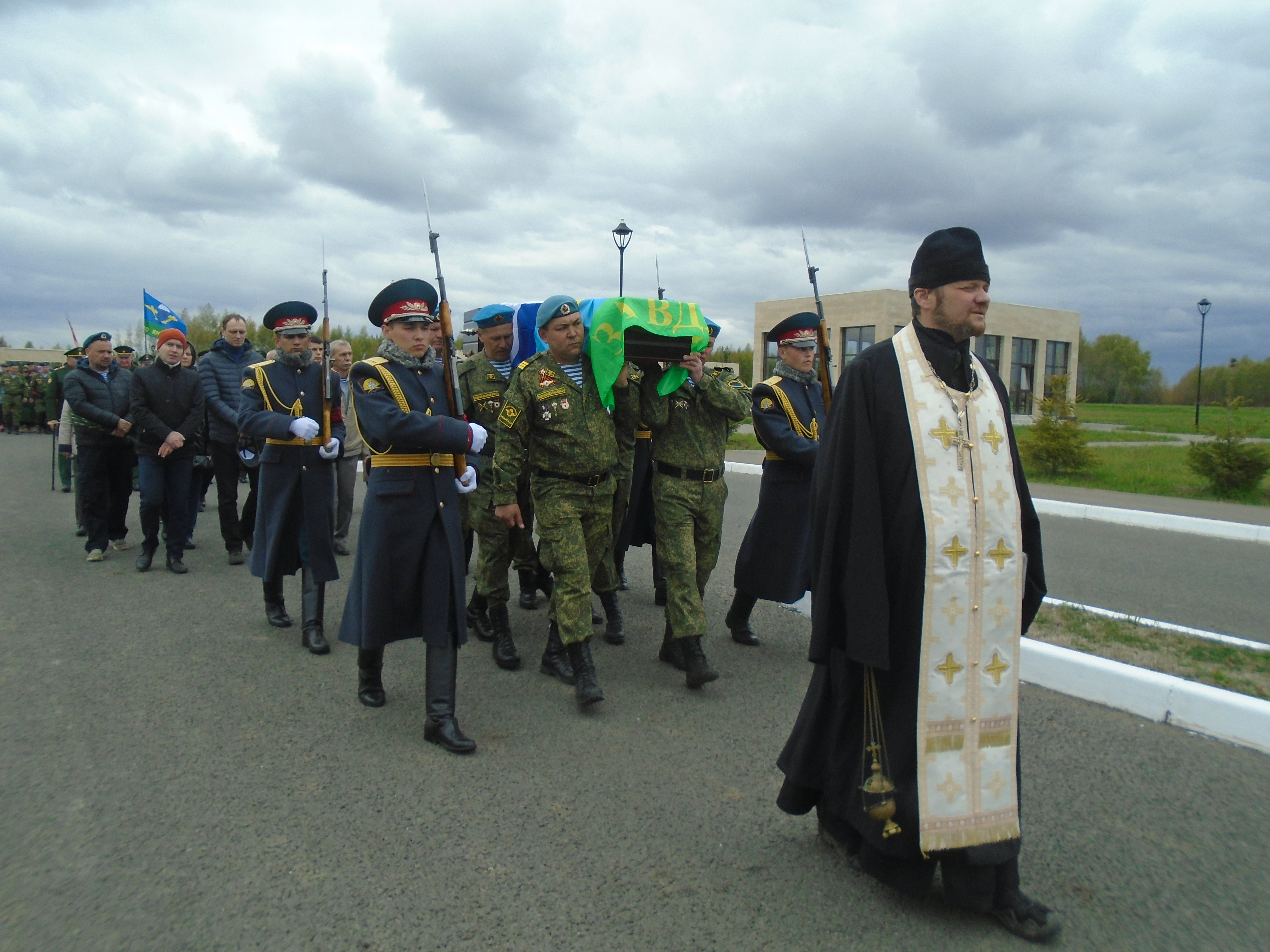
Похороны Клетнева

Был старейшим десантником как Татарстана, так и всей России. Известность получил благодаря ежегодным прыжкам с парашютом, которые совершал накануне 9 мая, заложив своего рода традицию. Свой первый прыжок со времён войны совершил в 2012 году в возрасте 88 лет, а в 2018 году был занесён в Книгу рекордов России за прыжок с парашютом в наиболее пожилом возрасте в тандеме с инструктором в мужском разряде. Последний прыжок совершил в 2019 году в возрасте 95 лет, прервав традицию по причине пандемии коронавируса. В 2021 году отметил свой 97-й день рождения. В последние годы страдал артрозом, перенёс коронарное стентирование. Несмотря на старость, сохранял статность и присутствие духа.
Павел Кузьмич Клетнев скончался 20 мая 2022 года в Казани в возрасте 97 лет. Похоронен с воинскими почестями на аллее ветеранов казанского кладбища «Курган». В 2023 году на могиле Клетнева был открыт памятник.

## Награды

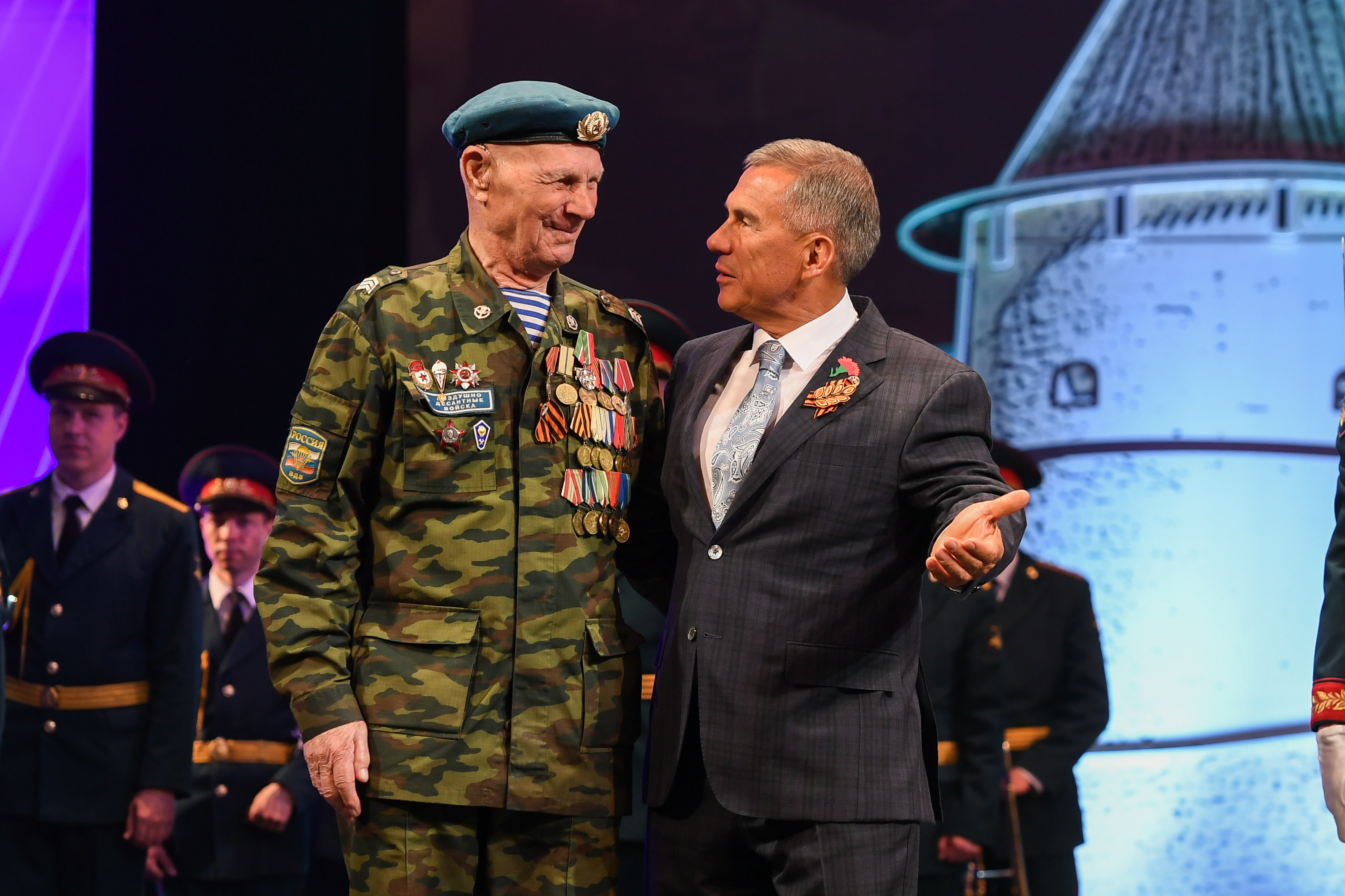
На вручении награды с Миннихановым, 2018 год

- Орден Отечественной войны II степени (1985 год)[35].
- Медали «За победу над Германией в Великой Отечественной войне 1941–1945 гг.», «За взятие Вены», «За оборону Ленинграда»[5].
- Медаль ордена «За заслуги перед Республикой Татарстан» (2018 год) — за активную общественную деятельность и особый вклад в военно-патриотическое воспитание подрастающего поколения[36]. Вручена президентом Республики Татарстан Р. Н. Миннихановым на церемонии в честь 73-й годовщины Победы в Великой Отечественной войне в Татарском академическом государственном театре оперы и балета имени М. Джалиля[37].
- Медаль «100 лет образования Татарской Автономной Советской Социалистической Республики» (2021 год) — за существенный вклад в укрепление социально-экономического потенциала Республики Татарстан, заслуги в общественной деятельности и многолетний плодотворный труд[38]. Вручена заместителем премьер-министра Республики Татарстан[тат.] В. Г. Шайхразиевым на церемонии в честь 23 февраля в Государственном большом концертном зале имени С. Сайдашева[39].
- Памятный знак «В честь 75-летия полного освобождения Ленинграда от фашистской блокады» (2019 год)[22].

## Личная жизнь

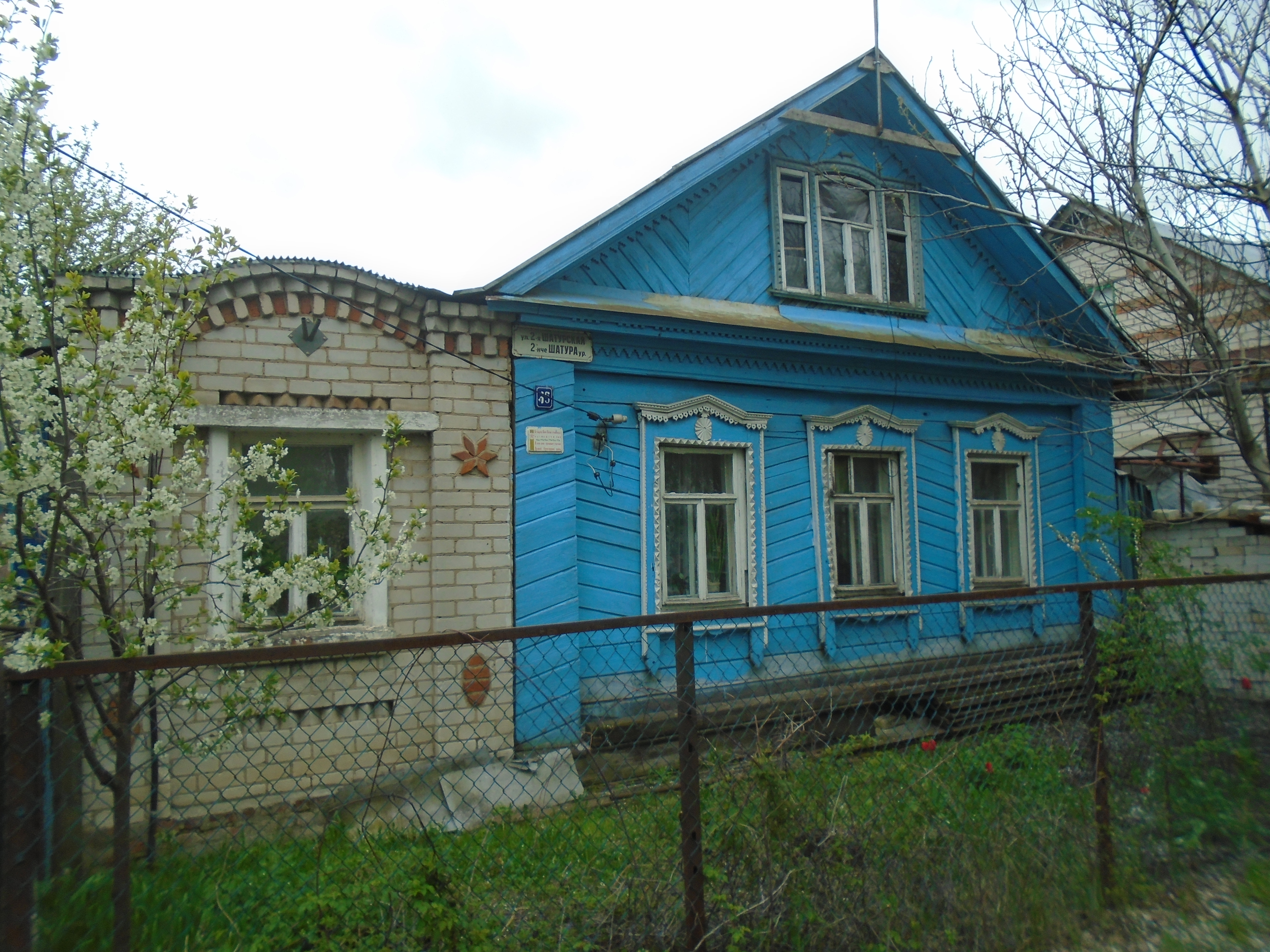
Дом Клетнева с садом

В 1948 году женился, воспитал троих детей, имел внуков и правнуков. Сам с помощью товарищей-фронтовиков построил дом в посёлке Северный, где и жил с тех пор. Занимался садоводством, выращивал экзотические для Казани грецкий орех, алычу, виноград, инжир. Активно занимался спортом и в преклонном возрасте, увлекался ходьбой, катанием на лыжах. Болел за хоккейный клуб «Ак Барс», участвовал в церемониях открытия матчей с другими клубами.

## Память
Именем Клетнева назван казанский военно-патриотический клуб «Юный десантник», действующий при Казанской кадетской школе-интернате имени Героя Советского Союза Б. К. Кузнецова.